# فنجاني فضي
فنجاني فضي (الاسم العلمي: Peziza argentina) هو نوع من الفطريات يتبع جنس الفنجاني من فصيلة الفنجانية.